# Насу-но Ёити
Насу но Ёити (яп. 那須 与一) (1169 — 1232) — легендарный воин японской героической литературы. В считающихся историческими документами это имя не встречается. Подвиги описываются в одной из самых известных японских литературных военных хроник Хэйкэ Моногатари. Насу примкнул к клану Минамото в войне Гэмпэй. Особую известность он получил благодаря своим действиями в битве при Яшиме в 1185 году. Согласно хроникам, вражеский клан Тайра устроил провокацию для поражения предводителя клана Минамото. Привлекательно одетая девушка установила веер на шесте на небольшом корабле недалеко от берега, приглашая воинов Минамото попасть в него. Насу, представленный как лучший лучник, получил приказ продемонстрировать своё искусство и показать силу врагам. Расстояние до корабля было слишком большим для столь точного выстрела, к тому же волнение моря раскачивало корабль, и цель двигалась. Насу въехал на своём скакуне в море насколько было возможно и сбил цель одним выстрелом, попав в шест, который переломился и его верхушка вместе с веером улетела в море.

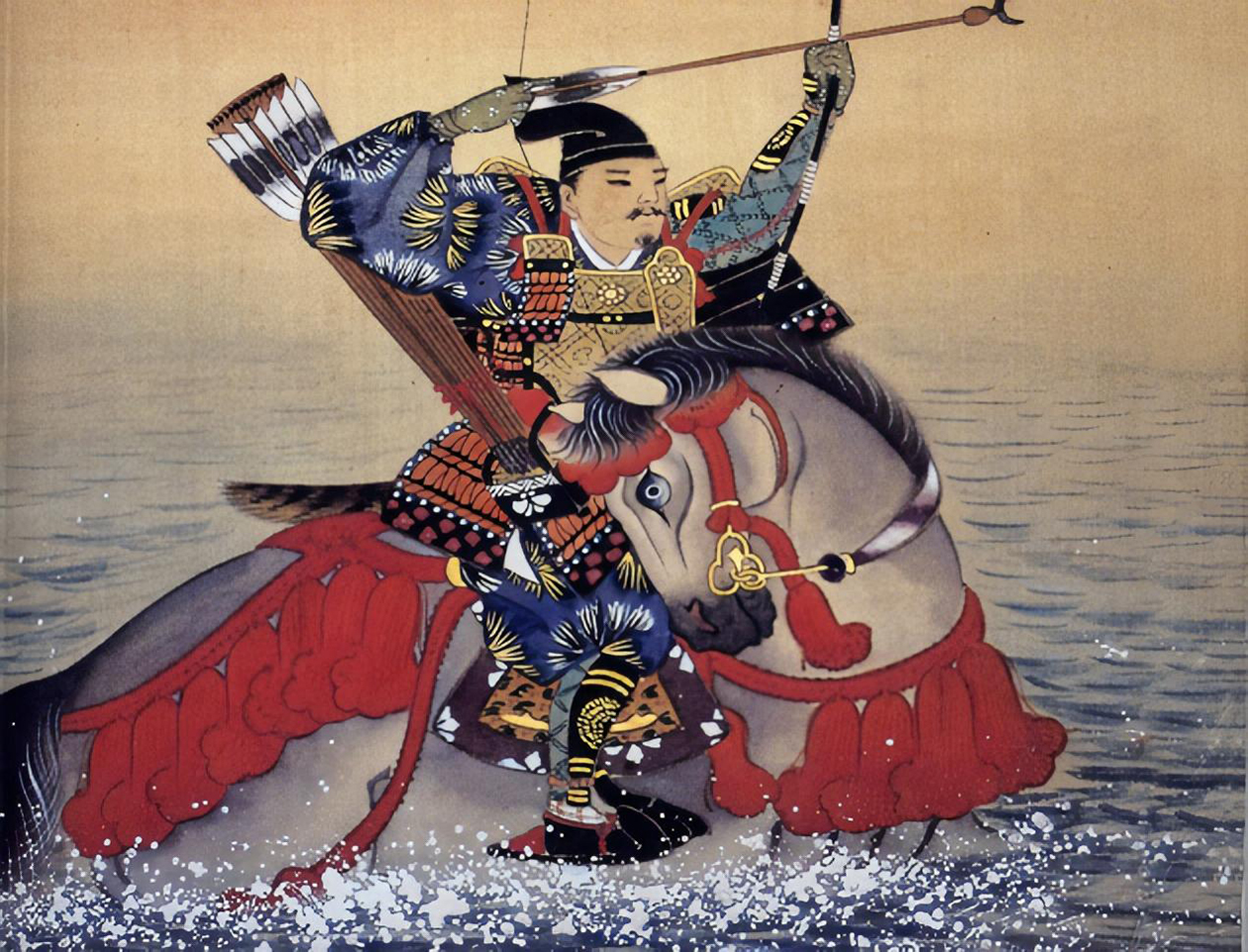
Насу-но Ёити в битве при Ясими

После войны Гэмпэй Насу был назначен сюго замка Тоттори, но уступил эту позицию Кадзиваре Кагетоки после поражения в охотничьем соревновании. Он покинул провинцию Этиго и - после смерти Минамото-но Ёритомо - Насу стал буддийским монахом в секте Дзёдо Синсю. В конце концов, он сформировал храм, который с тех пор перешел к старшему сыну семьи Насу. В административных целях велись подробные записи о том, кто должен унаследовать храм. В результате этого можно было проследить родословную Насу вплоть до разрушения храма во время Второй мировой войны. Большинство считает, что он умер в возрасте 64 лет, в 1232 году, во время церемонии в Кобе в честь погибших в войне Генпэй.
В Японии история про поражение веера лучником имеет широкое распространение, сюжет используется в литературе и искусстве. В городе Отавара работает музей Nasu Yoichi Folklore Museum.